# Els de davant
Els de davant (en francès Les gens d'en face) és una pel·lícula de coproducció hispanofrancesa del 1993 dirigida per Jesús Nicolás F. Garay segons un guió escrit per ell i Fabrice Gardel i Louis Gardel basat en la novel·la homònoma de Georges Simenon. Es tracta d'un drama melancòlic que barreja una sòrdida història d'amor amb una trama policíaca. Ha estat doblada al català.

## Sinopsi
El nou cònsol de Turquia, Adil Zeki, arriba a la petita ciutat superpoblada i avorrida de Batumi, a la República Socialista Soviètica de Geòrgia. A part de no entendre gens l'idioma local ni com funciona el sistema soviètic s'ha d'enfrontar a la desconfiança dels locals, l'atonia social i la desídia de l'administració estalinista, cosa que el va aïllant i alimenta la seva por a ser emmetzinat, ja que el seu antecessor va morir en estranyes circumstàncies.
Mentre s'enfronta a les seves tribulacions s'enamora de Sonia, la seva secretària que viu a la casa del davant i és una fervent militant de les Joventuts Comunistes.

## Repartiment
- Juanjo Puigcorbé - Adil Bey
- Estelle Skornik - Sonia
- Ben Gazzara - John
- Carme Elias

## Nominacions i premis
La pel·lícula va formar part de la selecció oficial del 44è Festival Internacional de Cinema de Berlín. Als XII Premis de Cinematografia de la Generalitat de Catalunya va rebre el premi al millor llargmetratge, al millor director, al millor actor i a la millor fotografia i direcció artística.